# Rainer Hersch
Rainer Hersch (nacido el 7 de noviembre de 1962) es un director de orquesta, actor, escritor y comediante británico conocido por su cómica interpretación de la música clásica.  Ha realizado giras en más de 30 países y ha transmitido su comedia de manera en línea, principalmente para la BBC .  Sus series de radio incluyen All Classical Music Explained ( BBC Radio 4 , 1997); La retrospectiva del siglo XX de Rainer Hersch ( BBC Radio 3 , 1999) y All the Right Notes, no necesariamente en el orden correcto ( BBC Radio 4 , 2003 y 2006). 

## Primeros años
Hersch estudío Economía en la Universidad de Lancaster , donde sus compañeros de estudios incluían a Andy Serkis y James May .  Un fan de Monty Python en su juventud, se unió al Revue Group, el grupo de comedia estudiantil de la universidad, y comenzó su carrera como escritor.  Fue miembro de Cartmel College y se desempeñó como presidente de JCR , una posición que generalmente ocupan los estudiantes de último año, durante su primer mandato.  En julio de 2015, la Universidad de Lancaster le otorgó un Premio Alumni a los graduados que han hecho una contribución sustancial a su campo y han desarrollado una reputación internacional excepcional.

## Carrera

### Cómico
En diciembre de 1987, Hersch hizo su debut en el circuito de Londres como parte de un duo cómico The Tebbits con su compañero de estudios Peter Wylie.  En 1992 renunció a su trabajo como Gerente de Touring de la London Festival Orchestra para convertirse en comediante profesional y desde entonces ha actuado exclusivamente como solista.  En 1996, Rainer escribió y presentó su show stand-up All Classical Music Explained (ACME) en el Edinburgh Festival Fringe , una de las trece apariciones en Edimburgo.  Presentada como "una guía simple y estúpida para preguntas como '¿por qué la música de órgano es tan aburrida?'; '¿Qué hace un maestro de orquesta realmente?' y 'cómo aplaudir en el lugar equivocado y significarlo' ", ACME se ha realizado más de 300 veces en cuatro continentes.  Lo estableció como una voz cómica original y el tema de la música clásica, que ha dominado todas sus actividades posteriores. 
Hersch continúa recorriendo el mundo presentando sus espectáculos individuales o como director invitado en conciertos de comedia con orquesta.  Entre sus muchos otros compromisos, actualmente es director de orquesta / presentador de la Gala anual Johann Strauss , una extensa gira por todo el Reino Unido promovida por Raymond Gubbay Ltd. y Director Artístico del Concierto del Día de los Inocentes en el Royal Festival Hall . un evento que instigó en 2009. 

### Músico
Hersch estudió piano como alumno privado de Norma Fisher .  Estudió dirección durante tres años en The Conservatoire en Londres con Denise Ham y en clases magistrales en la Royal Academy of Music con János Fürst y George Hurst .  Ha dirigido numerosas orquestas en todo el mundo, como la Orquesta de la Filarmónica , la Orquesta Sinfónica de la Ciudad de Birmingham , la Orquesta Sinfónica de Queensland , la Orquesta Sinfónica de Tasmania y la Orquesta Filarmónica de San Petersburgo .  Los solistas que han participado en sus conciertos de comedia incluyen a Alfred Brendel , Nicola Benedetti , Marc-André Hamelin , Paul Lewis y Dame Evelyn Glennie . 

### Vida personal
Rainer Hersch es nieto del pintor Eugen Hersch (1887-1967) y chozno del dramaturgo Hermann Hersch (1821-1870).  Nacido en el Reino Unido de padre alemán y madre inglesa, Hersch habla con fluidez ambos idiomas.  También habla español y francés.  Está casado con la ejecutiva de marketing Cornelia Dussinger y vive en Londres.  Rainer Hersch es miembro del Club Garrick .

## Créditos

### Créditos de radio
Incluye: Front Row (BBC Radio 4); El programa de hoy (BBC Radio 4); Contrapunto (BBC Radio 4); Citar. . . Unquote  (BBC Radio 4); Broadcasting House (BBC Radio 4); Exceso de equipaje (BBC Radio 4); Loose Ends (BBC Radio 4, 1996-2003); La nota correcta (BBC Radio 4); Me alegra que me hayas preguntado eso (BBC Radio 4); Pasiones privadas (BBC Radio 3); En Tune (BBC Radio 3); Jammin ' (BBC Radio 2); Definitivamente no es la ópera (Canadian Broadcasting Corporation, Comedy Hour).  Todas las notas correctas, no necesariamente en el orden correcto (BBC Radio 4, Serie 1: septiembre de 2002; Serie 2: enero de 2006).  Rainer Hersch's Club Mozart (Classic FM, diciembre de 2001; abril de 2002; agosto de 2002).  Quando, Quando, Quando (BBC Radio 4, noviembre de 1999).  Retrospectiva del siglo XX de Rainer Hersch (BBC Radio 3, diciembre de 1998).  Explicación de la música clásica de Rainer Hersch (BBC Radio 4, octubre de 1998). 

### Créditos de televisión
Incluye: See Hear (BBC 2); The World Stands Up (Paramount Comedy Channel); Carlton Stand-Up for the Homeless (ITV); El gran escenario (Canal 5); Capitán del equipo con el juego de entretenimiento (BBC1 - 23 shows); ¿Cómo hacen eso (ITV); Selina Scott (BskyB); El Gran Desayuno (Canal 4); Quatsch (Pro Sieben - Alemania). 

### Grabaciones
- Toda la música clásica explicada ASIN: B00066KX9G
- El DVD del Concierto del Día de los Inocentes del 2013

### Espectáculos en directo
- 2015: Navidad No.1 Singalong
- 2014: El Concierto del Día de los Inocentes del 2014 (Orquesta)
- 2013: El Concierto del Día de los Inocentes 2013 (Orquesta)
- 2012: Concierto del Día de los Inocentes de abril de 2012 (Orquesta)
- 2011: Mozart: Ze Komplete Hystery (espectáculo individual)
- 2009: Relieve clásico en el Royal Festival Hall (Orquesta)
- 2009: última noche de los proms.  .  .  ¡Siempre!  (Orquesta)
- 2007: ¡Por fin!  El concierto del día de año nuevo de 1977 (orquesta)
- 2006: ¡La espalda de Mozart! (espectáculo de tres hombres)
- 2005: organtastic! (espectáculo de dos hombres)
- 2004: Victor Borge de Rainer Hersch (anteriormente 'Borge Again!') (Espectáculo de un solo hombre)
- 2003: Instrumentos de Destrucción Masiva de Rainer Hersch (espectáculo individual)
- 2002: Rainer Hersch se venderá (espectáculo individual)
- 2001: Club Mozart (espectáculo individual)
- 2000: Rainer Hersch @ Music dot Comedy (espectáculo individual)
- 1997: Explicación de toda la música clásica: La clase magistral (espectáculo individual)
- 1996: Explicación de toda la música clásica (espectáculo individual)
- 1995: ¿Fue Dios británico? (One man show)
- 1994: Las bandas de masas de los guardias de granaderos y el apoyo de la RAF Flypast + (espectáculo individual)